# Klooster van de Dienstmaagden van Maria
Het Klooster van de Dienstmaagden van Maria is een klooster- en scholencomplex in de tot de Vlaams-Brabantse gemeente Kortenberg behorende plaats Erps, gelegen aan het Dorpsplein 10-11.

## Geschiedenis
De plaatselijke pastoor kocht op deze plek een winkel om daar een naai- en spinschool voor meisjes op te richten. In 1830 kwam er ook een pensionaat en in 1834 gingen de onderwijzeressen er toe over om een congregatie te vormen: de Dienstmaagden van Maria.
Van 1830-1838 vonden er veel bouwactiviteiten plaats. In 1838 werd de kapel officieel ingewijd. Enkele bestaande panden werden aangekocht en geïntegreerd in het complex. Ook tot de Eerste Wereldoorlog werd er nog bijgebouwd.
In 1959 werd het pensionaat opgeheven en de gebouwen omgezet in een bejaardentehuis, het Home Onze-Lieve-Vrouw van Lourdes. De school was ondertussen geëvolueerd naar een kleuter- en een basisschool.

## Gebouw
Van belang is de neoclassicistische hoofdgevel van 1830-1838. Tussen pilasters zijn er een tweetal nissen waarin beelden zijn geplaatst namelijk Mater Dei en Salvator Mundi.
Op het dak staat een neoclassicistisch klokkentorentje met koepelvormig dak.
In de tuin vindt men nog een Heilig Hartbeeld.